# Le Dirigeable fantastique
Pour plus de détails, voir Fiche technique et Distribution.
Le Dirigeable fantastique est un film muet de Georges Méliès sorti en 1906.

## Synopsis
Dans son atelier, un inventeur exulte d'avoir créé un dirigeable. Soudain, des créatures apparaissent (deux nymphes et deux singes) et saccagent les lieux. Dans la deuxième scène, la demeure de l'inventeur est détruite, et il voit au loin son dirigeable voler, alors que des sirènes passent non loin. Puis, une boule de feu se dirige vers l'engin et le fait exploser. L'inventeur semble alors se réveiller et se retrouve dans son atelier comme il était au début. Mais pris de colère, il envoie valser le plan du dirigeable.

## Fiche technique
- Titre : Le Dirigeable fantastique
- Réalisation : Georges Méliès
- Genre : Science-fiction, Fantastique
- Durée : 2 minutes 49 secondes
- Date de sortie : France : 1906

## Distribution
- Georges Méliès